# 伊号第一潜水艦 (初代)
伊号第一潜水艦（初代）（いごうだいいちせんすいかん）は、日本海軍の潜水艦。伊一型潜水艦（海軍大型七十四型、大型七十四型、伊号型巡潜型、巡潜型、巡潜一型）の1番艦である。1943年（昭和18年）ガダルカナル島への輸送任務中に沈没。
本艦の除籍後、伊十三型潜水艦の4番艦が本艦の艦名を襲用し、川崎重工業で建造されたが未成に終わった。こちらの詳細は伊号第一潜水艦 (2代)を参照のこと。

## 艦歴
当初は大正10年度軍備補充費による建造が計画されたものだが、ワシントン海軍軍縮条約による補助艦艇の整理により、大正12年度艦艇補充計画による建造に変更された。
1921年4月25日に第七十四潜水艦と命名され、等級一等・艦型名なしに定められる。
1922年2月10日、海軍大型七十四型の1番艦に定められる。6月3日、艦型名が大型七十四型に改正。
1923年3月12日、川崎造船所で起工。6月15日、艦型名が伊号型巡潜型に改正。
1924年10月15日進水。11月1日、等級一等・艦型名巡潜型にそれぞれ改正されるとともに、艦名を伊号第一潜水艦と改名。
1926年3月10日竣工し、本籍を横須賀鎮守府に定められる。8月1日、伊1は姉妹艦の伊2と共に第二艦隊第7潜水隊を編成する。
1927年7月1日、第7潜水隊は横須賀防備隊隷下となる。9月15日、第7潜水隊から除かれる。
1928年9月10日、第二艦隊第7潜水隊に編入。12月1日、第7潜水隊は第二艦隊第2潜水戦隊隷下となる。
1930年12月1日、第7潜水隊は第一艦隊第1潜水戦隊隷下となる。
1932年10月1日、第7潜水隊は横須賀防備隊隷下となる。
1933年11月15日、第7潜水隊は第一艦隊第1潜水戦隊隷下となる。
1934年9月25日、艦型名が巡潜一型に改正。11月15日、第7潜水隊は横須賀鎮守府隷下となる。
1936年12月1日、第七潜水隊は第一艦隊第1潜水戦隊隷下となる。
1937年8月21日、伊1は姉妹艦の伊2、伊3、伊4の他、伊5、伊6、戦艦長門、陸奥、榛名、霧島、軽巡洋艦五十鈴と共に多度津港を出港し、長江河口沿岸で23日まで作戦行動を行う。
1938年6月1日、艦型名が伊一型に改正。
1940年11月15日、第7潜水隊は潜水母艦長鯨、第8潜水隊、伊7と共に第六艦隊第2潜水戦隊を編成。これは、先代の第2潜水戦隊が1939年11月15日付で第3潜水戦隊に改名して以来、2代目となる。
太平洋戦争開戦時は第六艦隊第2潜水戦隊第7潜水隊に所属。1941年11月21日午後、伊1は横須賀を出港し、館山に寄港した後、オアフ島沖合に進出。真珠湾攻撃ではカウアイ島東方沖合で哨戒任務につく。12月11日0100、カウアイ島カハラ岬北北東24浬地点付近で米空母らしきものを発見。18日からはハワイ近海で哨戒任務につく。31日、ハワイ島ヒロ湾を砲撃し、米水上機母艦ハルバード(USS Hulbert, DD-342/AVD-6)に砲弾1発を命中させて撃破した。1942年1月7日、カウアイ海峡南方沖合で商船を発見するも、攻撃に失敗。その後22日にクェゼリンに到着。24日にクェゼリンを出港し、2月1日に横須賀に帰投した。
2月13日、伊1は豪州西岸での通商破壊につくべく横須賀を出港し、16日にパラオに到着して特設運送船(給油船)富士山丸から燃料補給を受けた後、翌日出港。22日、セレベス島南東岸のスターリング湾に到着。23日、スターリング湾を出港後しばらくして、右舷ディーゼル機関のクランクシャフトが折損する事故が起きたため、以後左舷ディーゼル機関1軸での航行となる。3月3日、ティモール海に進出した伊1は、南緯21度20分 東経108度45分 / 南緯21.333度 東経108.750度のシャーク湾北西250浬地点付近でチラチャップからオーストラリアに向かっていた蘭貨物船シアンタル（Sianter、8,667トン）を発見して魚雷1本を発射するも、命中しなかった。そのため、伊1は0630にシアンタルの左舷側近くに浮上して砲撃を開始する。シアンタルは全速で反転して搭載していた7.5cm砲による反撃を開始するも、第1弾発射後に空薬莢の排出に失敗して故障する。まもなく、伊1の第2弾がシアンタルの無線用アンテナを破壊する。伊1は30発を命中させた後に魚雷を発射し、これを命中させる。0700、シアンタルは船尾から沈没した。3月9日、伊1はティモール海で、ボートに乗って西ティモールから砲を運搬中の蘭軍下士官1名、兵士4名を捕虜にした。11日1120、伊1はスターリング湾に帰投し、特設潜水母艦さんとす丸に横付けして整備を行う。15日、伊1はスターリング湾を出港し、27日に横須賀に到着して整備を受ける。
6月11日、伊1はアリューシャン攻略支援に参加するべく横須賀を出港し、アリューシャン南方沖に進出して哨戒を行う。7月3日からはK散開線で哨戒を行う。8月1日、横須賀に帰投。20日、第2潜水戦隊の解隊に伴い、第7潜水隊は第六艦隊指揮下となる。
9月8日、伊1は横須賀を出港し、14日にトラック島に到着。17日にはトラックを出港し、22日にラバウルに到着。25日にはニューギニア島ラビに向かうべくラバウルを出港するも、反転命令を受けて27日に帰投。10月1日1830、伊1はダントルカストー諸島グッドイナフ島で大発を失って孤立した佐世保第5特別陸戦隊への食糧等補給物資及び大発1隻を搭載してラバウルを出港し、3日1830にグッドイナフ島南西沖の揚陸地点に到着。輸送物資を大発に降ろし、グッドイナフ島に向かわせる。大発はその後佐世保第5特別陸戦隊の傷病者71名と遺骨13柱を乗せて戻ってきたため、彼らを収容した後に出港。6日1330にラバウルに入港し、便乗者を降ろした。
11日、伊1は再度グッドイナフ島へ食糧等補給物資、大発1隻を乗せてラバウルを出港。13日1830に揚陸地点に到着。輸送物資を大発に降ろし、グッドイナフ島に向かわせる。しかし、豪軍のロッキード ハドソンに発見され、機銃掃射と爆撃を受けた。伊1は大発を残して潜航して現場から離れ、16日にラバウルに帰投した。
22日、伊1はラバウルを出港し、サンクリストバル島南方沖に進出する。28日、シカイアナ環礁に不時着した味方機搭乗員の捜索に参加するも、発見できなかった。29日、右舷ディーゼル機関が故障。その後、伊1はトラックに戻った。11月13日1700、トラックを出港し、20日に横須賀に到着して整備を受ける。
1943年1月3日、伊1は横須賀を出港する。途中、右舷の変速機構で問題が発生しながらも、10日1800にトラックに到着。特設潜水母艦日枝丸に横付けして魚雷2本を残し、他のすべての魚雷の陸揚げと整備を行う。16日1900にトラックを出港し、20日0730にラバウルに到着。ガダルカナル島への輸送任務を行うこととなった。24日、カミンボに向かうべくラバウルを出港する。

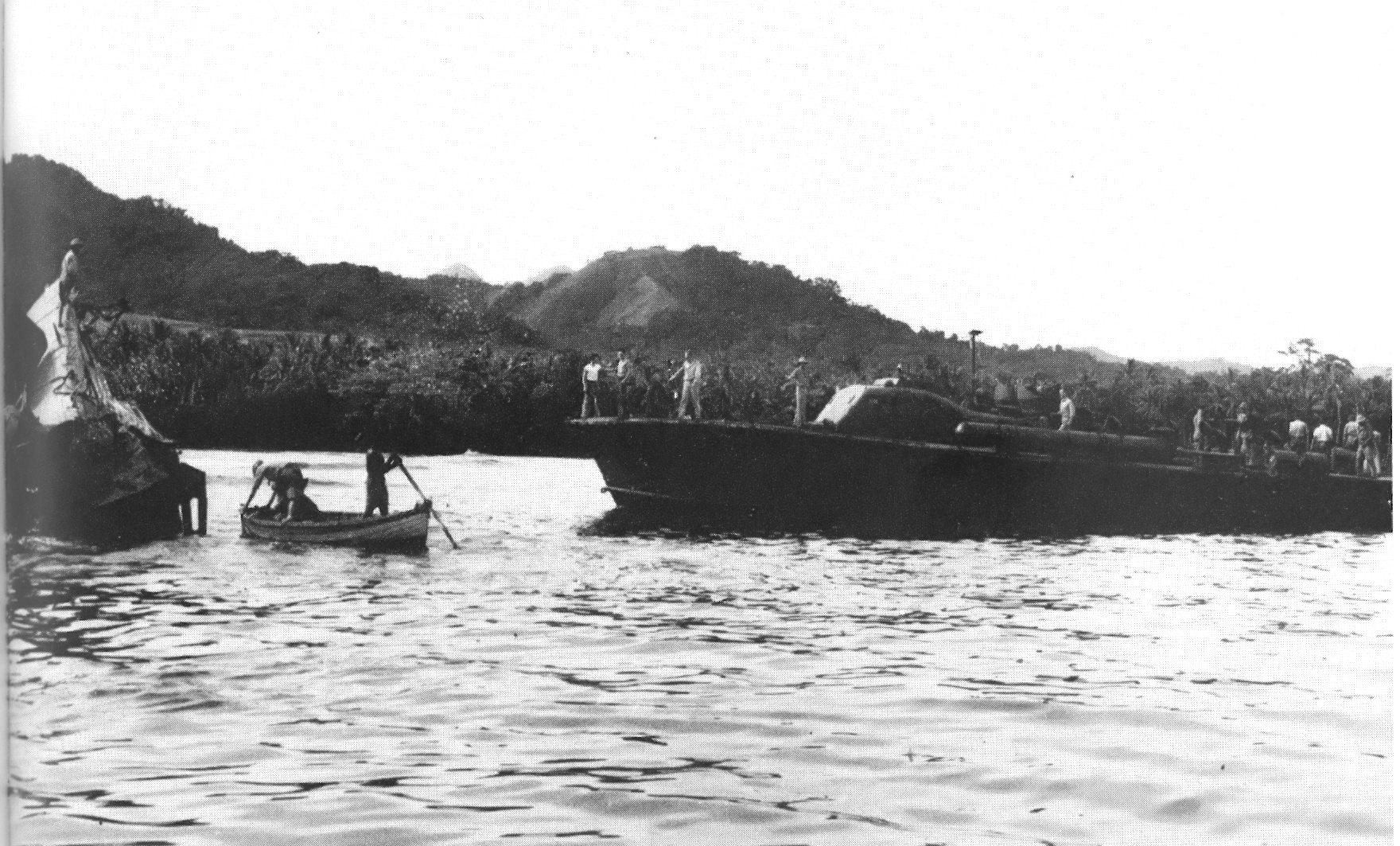
沈没した伊1を捜索するアメリカ海軍のPT-65

29日1830、ガダルカナル島カミンボ岬付近で半浮上して揚陸準備中、ニュージーランド掃海艇モア、同キーウィの爆雷攻撃を受けて損傷したため、浮上して交戦する。1920、伊1は左舷後部にキーウィの体当たり攻撃を受ける。モアとキーウィの砲撃により艦長が戦死したため、水雷長の是枝貞義大尉（海兵64期）の指揮で南緯09度13分 東経159度40分 / 南緯9.217度 東経159.667度のカミンボ沖合1km地点付近で2315に座礁した。やがて、伊1は浸水で右舷側に大きく傾斜して放棄され、その後沈没した。艦長の坂本榮一少佐以下乗員27名が戦死し、66名が生存した。その後機密書類の一部が回収され、海岸で焼却された。しかし、艦内の暗号書等の機密書類のほとんどは処分が不徹底のままだった。生存者は艦内の機密文書の捜索のために乗員2名を残してガダルカナル島に上陸し、後に帰還した。30日、モアは機密文書を捜索中の生存者2名を発見し、1名を機銃で射殺して1名を捕虜にした。生存者からの、機密文書の処分が徹底されていないとの報告を受け日本軍は伊1の処分を行った。2月2日夜、乗員5名と陸軍第1船舶団11名が大発で現場海域に向かい、爆雷2発を使用して艦体を爆破するも失敗。10日、第26航空戦隊第582海軍航空隊の99式艦爆9機が直援の零戦20機とともに爆撃を行うも、1発を命中させたのみにとどまった。11日、米魚雷艇のPT-65が伊1の艦体の調査を行った。13日、ニュージーランド特設敷設艇マタイと米潜水艦救難艦オルトラン(USS Ortolan, AM-45/ASR-5)によるさらなる調査が行われた。この結果、艦内水没部を米軍の潜水夫に隈なく捜索されて20万頁に及ぶ日本海軍の暗号書や機密書類が引きあげられ、日本軍の暗号解読に大いに役立った。同日、姉妹艦の伊2が雷撃処分するために現場海域に到着。15日まで伊1を捜索するも発見できず、さらに米魚雷艇からの爆雷攻撃を受けたため伊2は帰投した。
同年4月1日、本艦は伊一型潜水艦と第7潜水隊から削除され、帝国潜水艦籍から除かれた。本艦の艦艇類別等級別表からの削除時に、伊一型の艦型名は伊二型に改められた。
時が流れた1972年、豪トレジャーハンターの手によって伊1の艦体が発見され、艦首部分が浮揚された。艦首部分はかなり損傷していて、一部は裂けていた。魚雷2本が中に収納されていた。艦首部分はその後解体されたが、それ以外の部分は2つに分断された状態で残された。艦首側は水深13mの地点に、艦尾側は水深27mの地点にそれぞれ沈んでいる。
撃沈総数は1隻で、撃沈トン数は8,667トンである。撃破総数は1隻で、撃破トン数は1,190トンである。

## 潜水艦長
艤装員長
1. 春日篤 少佐：1925年4月1日[27] - 1926年3月10日[28]

潜水艦長
1. 春日篤 少佐/中佐：1926年3月10日[28] - 1927年7月29日[29]
2. 春日末章 少佐/中佐：1927年7月29日[29] - 1928年12月10日[30]
3. 中邑元司 少佐：1928年12月10日[30] - 1929年11月5日[31]
4. （兼）香宗我部譲 少佐/中佐：1929年11月5日[31] - 1930年11月15日[32] （本職：伊号第二潜水艦長）
5. 佐藤四郎 少佐：1930年11月15日[32] - 1931年12月1日[33]
6. 長井満 少佐：1931年12月1日[33] - 1933年11月1日[34]
7. 今里博 少佐/中佐：1933年11月1日[34] - 1935年11月15日[35]
8. 永井宏明 少佐：1935年11月15日[35] - 1936年2月15日[36]
9. 大竹壽雄 中佐：1936年2月15日[36] - 1936年11月2日[37]
10. （兼）小林一 少佐：1936年11月2日[37] - 1936年12月1日[38] （本職：伊号第二潜水艦長）
11. 宮崎武治 中佐：1936年12月1日[38] - 1937年10月5日[39]
12. 濱野元一 少佐：1937年10月5日[39] - 1939年11月20日[40]
13. 加藤良之助 中佐：1939年11月20日[40] - 1940年7月6日[41]
14. （兼）小田為清 中佐：1940年7月6日[41] - 1940年9月16日[42] （本職：第七潜水隊司令）
15. 加藤良之助 中佐：1940年9月16日[42] - 1940年10月30日[43]
16. 大谷清教 中佐：1940年10月30日[43] - 1941年8月25日[44]
17. 安久榮太郎 中佐：1941年8月25日[44] - 1942年10月31日[45]
18. 坂本榮一 少佐：1942年10月31日[45] - 1943年1月29日 戦死、同日付任海軍中佐[46]